# Douce II Prowansalska
Douce II Prowansalska, inaczej znana jako Dulcia II lub Dolça II (zm. 1172) – jedyna córka (i jedyne dziecko) Rajmunda Berenguera II, hrabiego Prowansji, i Ryksy.

## Życiorys
Rajmund Berenguer był drugim mężem Ryksy i zmarł w 1166, próbując podbić Niceę - Douce, wtedy około 4-letnia, odziedziczyła po nim hrabstwo. Natychmiast pretensje do hrabstwa zgłosił jednak jej kuzyn - Alfons II, król Aragonii i hrabia Barcelony. Jego zdaniem Douce jako kobieta nie mogła dziedziczyć, a ponieważ jej ojciec nie posiadał żadnego męskiego potomka, hrabstwo należy się jemu. W 1167 siłą przejął on kontrolę nad Prowansją, detronizując Douce i ogłaszając się Alfonsem I.